# Lagopus muta pyrenaica
La perdiz nival pirenaica o lagopodo pirenaico (Lagopus muta pyrenaica) es una subespecie de ave de la familia Tetraonidae, del orden de los Galliformes.

## Distribución geográfica
Se encuentra en los Pirineos.